# Raul Rusescu
Raul Rusescu (Râmnicu Vâlcea, 9 de julio de 1988) es un exfutbolista profesional rumano que jugaba como delantero.

## Carrera profesional
A la edad de 7 Rusescu fue descubierto por Cristi Bora en un entrenamiento y llevado al CSM Râmnicu Vâlcea de su ciudad natal. A pesar de que pasó por los sistemas juveniles del CSM Râmnicu Vâlcea en 2005, el entonces entrenador del equipo, Adrian Furnică, no lo hizo debutar con el primer equipo.

### Unirea Urziceni
En 2005 fue fichado por el equipo, por aquel entonces, de Liga II Unirea Urziceni, bajo el mando de Dan Petrescu. El jugador no disfrutó de muchos minutos en su primer año con el equipo, pero logró el ascenso a la Liga I.
Con el Unirea ya en Liga I, Rusescu fue cedido al Dunărea Giurgiu. Aunque todavía no contaba con 18 años, rápidamente se convirtió en titular y terminó la temporada con 13 goles en total. Para la temporada 2007-08 fue cedido de nuevo a la Liga II, al CS Otopeni. Nuevamente, Rusescu ayudó a conseguir la promoción a la Liga I con cuatro goles en 20 partidos.
En su primer año en la Liga I con el Unirea Urziceni ayudó a su equipo a ganar el título de liga 2008-09, ganando un lugar en la fase de grupos de la Liga de Campeones de la UEFA. Terminó la temporada con cinco goles en 23 partidos. En la campaña 2009-10 Rusescu marcó ocho goles en un total de 29 partidos ayudando al Unirea Urziceni a terminar segundo en la liga. Por su parte, en la Liga de Campeones consiguió ocho puntos en la fase de grupos.
Tras la marcha de Dan Petrescu al fútbol ruso, Rusescu fue utilizado como extremo, pero no rindió tan bien en esa posición como de segundo punta.

### Steaua Bucarest
El 4 de mayo de 2011, George Becali anunció en un show televisivo que Raul Rusescu había firmado por el Steaua de Bucarest.
Hizo su debut en la Liga I con el Steaua el 31 de julio de 2011 contra el CS Mioveni y anotó su primer gol con el Steaua en ese mismo encuentro. En el partido siguiente, Rusescu anotó su segundo gol para el club contra el FC Universitatea Cluj. Raúl anotó su primer gol en competición europea para el Steaua ante el FC Schalke 04 en la UEFA Europa League 2011-12.
El 5 de diciembre, Rusescu anotó dos goles sensacionales contra el eterno rival del Steaua, el Dinamo, asegurando su club una victoria en el Derby eterno y acabando con siete años sin victorias del Steaua en el Stadionul Dinamo. En el próximo partido de Europa League, Rusescu volvió a anotar para el Steaua, de penalti, ayudando a su club a derrotar al AEK Larnaca FC y la clasificación para la ronda de treintaidosavos de final. A finales de 2011, Rusescu fue goleador más prolífico del Steaua con 7 goles en el campeonato rumano y 2 en la Europa League.
La temporada 2012-2013 ha sido la mejor para Rusescu, pues se ha proclamado máximo anotador del campeonato nacional, con 21 goles (5 más en la Liga Europa de la UEFA); ha sido nombrado mejor jugador del torneo, ha debutado con la selección absoluta y ha sido un pilar en la consecución del título de liga por parte de su equipo.

### Sevilla
El 13 de junio de 2013, Rusescu firmó un contrato de 5 temporadas con el Sevilla a razón de 450 000 euros por año, que irá creciendo conforme vaya cumpliendo objetivos. El desembolso del Sevilla será de 2,5 millones de euros y contará con una cláusula de rescisión de 40 millones. Su escasa participación vestiendo la camiseta del Sevilla F. C. dados los pocos minutos que Unay Emery, su entrenador en el club blanco, le ha concedido contrasta con la gran curiosidad extendida entre toda la afición del equipo hispalense en torno a la figura de Raul Rusescu. Cuando llegó a Sevilla fue acusado de tener algunos kilos de más, y estar por tanto fuera de forma llegando a hacer unas declaraciones en el último trimestre de 2013 en las que decía: " a veces le pregunto a mi novia si verdaderamente estoy gordo". En cualquier caso los pocos minutos de los que gozó vistiendo la elástica sevillista los aprovechó para que la afición blanquirroja depositase altas expectativas en su juego, sobre la base de una notoria movilidad entre líneas y a una nada desdeñable capacidad de combinación con sus compañeros así como de remate a puerta contraria.
En enero de 2014 es cedido hasta junio al Sporting de Braga.
En total jugó 7 partidos en los que marcó 3 goles.

### CS Concordia Chiajna
Al finalizar la temporada 2022-23 se retiró del futbol profesional y afirmó querer seguir vinculado al futbol.

## Clubes
| Club                        | País     | Año       |
| --------------------------- | -------- | --------- |
| F. C. Unirea Urziceni       | Rumania  | 2005-2011 |
| Astra Giurgiu II (cedido)   | Rumania  | 2006-2007 |
| C. S. Otopeni (cedido)      | Rumania  | 2007-2008 |
| Steaua de Bucarest          | Rumania  | 2011-2013 |
| Sevilla F. C.               | España   | 2013-2015 |
| S. C. Braga (cedido)        | Portugal | 2014      |
| Steaua de Bucarest (cedido) | Rumania  | 2014-2015 |
| Osmanlıspor F. K.           | Turquía  | 2015-2018 |
| FCSB                        | Rumania  | 2018-2019 |
| Giresunspor                 | Turquía  | 2019-2020 |
| F. C. Academica Clinceni    | Rumania  | 2020-2021 |
| F. C. Lamezia Terme         | Italia   | 2021-2022 |
| C. S. Concordia Chiajna     | Rumania  | 2022-2023 |

## Palmarés

### Títulos nacionales
| Título                     | Club                  | País    | Año  |
| -------------------------- | --------------------- | ------- | ---- |
| Liga I                     | F. C. Unirea Urziceni | Rumania | 2009 |
| Liga I                     | Steaua de Bucarest    | Rumania | 2013 |
| Copa de la Liga de Rumania | Steaua de Bucarest    | Rumania | 2015 |
| Liga I                     | Steaua de Bucarest    | Rumania | 2015 |
| Copa de Rumania            | Steaua de Bucarest    | Rumania | 2015 |

### Títulos internacionales
| Título                 | Club          | País   | Año  |
| ---------------------- | ------------- | ------ | ---- |
| Liga Europa de la UEFA | Sevilla F. C. | Italia | 2014 |